# Eliphas Lévi
Eliphas Lévi, nombre adoptado por Alphonse Louis Constant (8 de febrero de 1810 - 31 de mayo de 1875), fue un   mistico escritor ocultista francés.

## Biografía
Alphonse Louis Constant nació el 8 de febrero de 1810 en el área no. 5 de la rue des Fossés Saint-Germain-des-Prés (denominada posteriormente rue de l'Ancienne Comédie) en París, hijo de Jean Joseph Constant y Jeanne Agnès Beaucourt. Gracias al abad J.-B.Hubault Malmaison, quien organiza en su parroquia un colegio gratuito de enseñanza básica para niños pobres, realizó sus primeros estudios, ingresando en 1825 en el seminario de Saint-Nicolas-du-Chardonnet, dirigido por el abad Frère-Colonna, quien probablemente lo orientó hacia el estudio de la magia. En 1830, habiendo terminado sus estudios de retórica, pasó según la norma al seminario de Issy para acabar sus dos años de filosofía. En este mismo año fallece su padre. Tras Issy, ingresa en el seminario de Saint-Sulpice para estudiar teología. Allí es ordenado subdiácono y tonsurado. En 1835, estando a cargo de la catequesis de jóvenes muchachas de Saint-Sulpice, le es confiada la joven Adèle Allenbach por su madre, con la misión de «protegerla muy especialmente y de instruirla aparte, como si fuera la hija de un príncipe».
La madre, ferviente católica y esposa de un oficial suizo, había emigrado a Francia en 1830 porque la religión de su hija le parecía amenazada, y ambas vivían en una gran indigencia.
Poco a poco, el joven abad se va enamorando de su protegida, en quien cree ver a la virgen María aparecida bajo una forma carnal. Ordenado diácono el 19 de diciembre de 1835, finalmente abandona el seminario en junio de 1836 antes de recibir el Sacramento del orden; pero mientras tanto la joven de la que se había prendado lo había abandonado.

### Suicidio de Jeanne Agnès (madre)
Su discapacitada y anciana madre, que había depositado todas sus esperanzas en él, se sintió muy abatida por la salida de su hijo del seminario y se suicidó, asfixiándose con las emanaciones de su estufa de carbón. Constant sintió el impulso de ingresar en la Orden de la Trapa, pero sus amigos le disuadieron. Pasó un año en un internado cerca de París, y luego acompañó a un amigo, un comediante ambulante llamado Bailleul, en una gira por provincias.
En 1838 se hizo amigo de la socialista Flora Tristán (futura abuela del pintor Paul Gauguin), y colaboró con Alphonse Esquiros (a quien conoció en el pequeño seminario) en una revista: les Belles Femmes de Paris, revelando al público sus dotes de dibujante. Mientras recorría los salones para la revista, conoció un día a Honoré de Balzac, entonces en plena fama, en casa de Mme de Girardin.

### Sacerdocio
Acariciando aún la idea de acceder al sacerdocio, parte hacia la abadía de Solesmes, decidido a pasar allí el resto de sus días. La abadía poseía una biblioteca con cerca de 20.000 volúmenes, de cuyo conocimiento bebió abundantemente. Estudió la doctrina de los antiguos gnósticos, la de los Padres de la Iglesia primitiva, los libros de Juan Casiano y de otros ascetas, los escritos piadosos de los místicos, y especialmente los libros de Mme Guyon. Durante su estancia en Solesmes, publicó su primera obra: el Rosier de Mai (1839). Debido a un desacuerdo con el abad de Solesmes, A. Constant abandonó finalmente la abadía al cabo de un año.
Al interceder ante el obispo de París, Monseñor Affre, terminó por conseguir un puesto miserable de inspector en el colegio de Juilly. Sus superiores lo maltrataron, y en su malestar compuso, con gran escándalo del clero y de los biempensantes, la Biblia de la libertad (1841). La obra apareció el 13 de febrero y fue secuestrada en Versalles una hora después de su puesta en venta. A pesar de todo, se pudo salvar un gran número de ejemplares, y el abad Constant fue detenido a principios del mes de abril. El juicio tuvo lugar el 11 de mayo de 1841, y el abad fue condenado a 8 meses de prisión y 300 francos de multa. En la prisión de Sainte-Pélagie, donde pasó 11 meses (probablemente no tuvo con qué pagar la multa…) se reencontró con su amigo Esquiros y con el abad de Lamennais. Se emplearon todos los medios para hacerle morir de pena y miseria. Se interceptaban sus cartas para desvirtuar su sentido, se le acusó de ser un vendido a la policía, y por otro lado debió soportar la aversión de otros detenidos. Buscó entonces consuelo en la lectura, leyendo por vez primera los escritos de Swedenborg. Pero sus amigos del exterior no lo habían olvidado. Una tal Mme Legrand, amiga de Flora Tristán y muy rica, intentó aliviar un poco su vida en prisión haciéndole llevar una comida más variada.
Al salir de la cárcel en abril de 1842, obtuvo un encargo de pinturas murales para la iglesia de Choisy gracias al limosnero de Sainte-Pélagie. En 1843, mientras vivía en el presbiterio de Choisy, empezó a escribir la Mère de Dieu. Su conducta era tan ejemplar que Monseñor Affre decidió recomendarlo a Monseñor Olivier, obispo de Evreux. El obispo estaba dispuesto a acoger al abad a condición de que cambiara su nombre por el de su madre, para así evitar todo escándalo relacionado con el asunto de la Biblia de la libertad.
Es entonces que el abad Beaucourt parte hacia Evreux en febrero de 1843. Sus sermones cosecharon un gran éxito pero suscitaron muchos celos entre los sacerdotes de la diócesis. En junio de ese año, el periódico L'Univers publicó la muerte del abad Constant, información desmentida rápidamente por Le Populaire; después, el 22 de julio de 1843 apareció en L'Écho de la Normandie un artículo titulado Le Nouveau Lazare, donde se desvela toda la historia del abad Beaucourt: su identidad, su juicio y condena. Obligado a dejar el seminario, el obispo de Evreux no lo olvidó, procurando por su subsistencia e incluso intentó ayudarlo con un encargo de una pintura mural para un convento. Desgraciadamente, Monseñor Olivier estaba muy afligido por la publicación de La Mère de Dieu (1844), y a finales de febrero de 1844 el abad volvió a París dejando su pintura inacabada.
Volvió a ver a su amiga Flora Tristán, que moriría poco tiempo después en Lyon. Dudó mucho tiempo antes de publicar el manuscrito integral de Flora Tristán, pensando que se lo tendría a él como responsable, y abandonó finalmente el proyecto editando solamente el primer manuscrito bajo el título L'Émancipation de la femme ou le Testament de la paria. En otoño de 1844, Mme Legrand le pidió venir a Guitrancourt para completar la educación de sus hijos. Permaneció allí un año, volviendo después a París y publicando su manifiesto pacífico, inspirado por Silvio Pellico, La Fête-Dieu ou le Triomphe de la paix religieuse (1845).
Las ideas utópicas y humanitarias del tiempo le absorbieron totalmente. Especialmente dos movimientos suscitaron en él profundas y largas meditaciones: el Saint-Simonismo y el Fourierismo.
« La escuela Saint-Simoniana, a pesar de sus estimables cualidades, me ha inspirado siempre una viva repulsión. Tienen todo de la verdadera religión, excepto el espíritu de piedad; su mujer libre me horroriza y no pueden comprender la caridad puesto que no reconocen el amor. Son fríos como el industrialismo, cortantes, déspotas y calculadores. Me enfado cuando los veo tocar tan cerca nuestras grandes verdades que su sequía de corazón compromete y profana. Enfantin tiene ciertamente puntos de vista remarcables, pero está lleno de egoísmo y de fatuidad. » (correspondencia con el barón Spedalieri)
« Fourier ha vuelto al sistema de Swedenborg, para crear sobre la Tierra el paraíso de las atracciones proporcionales a los destinos. Por atracciones entendía las pasiones sensuales a las que prometía una expansión integral y absoluta. Dios, que es la razón suprema, marcó con un sello terrible estas doctrinas reprobables: los discípulos de Fourier empezaron por el absurdo, y acabarán por la locura. » (Histoire de la magie, p. 470)
En 1845, en Le Livre des larmes, desarrolló por vez primera nociones esotéricas. Durante este periodo compuso también canciones e ilustró dos obras de Alejandro Dumas: Louis XIV et son siècle y El Conde de Monte-Cristo. Adèle Allenbach, que se había convertido en actriz, le visitaba a menudo. Siempre conservó la misma admiración por su pequeño padre, a tal punto que a su muerte acompañó el ataúd hasta su última morada.
Constant vivió algún tiempo en Chantilly, fijando luego su residencia en el número 10 de la rue Saint-Lazare de París. Se hizo amigo de Charles Fauvety y ambos fundaron en 1845 la revista mensual La Vérité sur toutes choses, que solo se editó durante 4 meses.
Desde su vuelta de Évreux, viajaba frecuentemente a Choisy-le-Roy donde había reencontrado en 1843 a la señorita Eugénie Chenevier, suplente en la Institution Chandeau. Entre las internas de la institución estaba la joven Marie-Noémi Cadiot, que se había hecho amiga de Eugénie. Cuando ambas jóvenes salían los domingos, Constant solía acompañarlas, y los tres disfrutaban de buenos momentos.
Eugénie Chenevier aceptó ser su mujer delante de Dios. Confiada en el porvenir, ya se había entregado a él y esperaba un niño. Este hijo, Xavier Henri Alphonse Chenevier, que nació el 29 de septiembre de 1846, y vivió hasta 1916, tuvo un hijo, Pierre (por la línea de Eugénie, la descendencia de Eliphas Lévi representa en la actualidad más de 40 personas, en la sexta generación).
Pero Marie-Noémi Cadiot cayó enamorada… Después de haber mantenido una apasionada correspondencia con A. Constant, un buen día se escapó de casa de sus padres para ir a refugiarse en la buhardilla de él. Su padre exigió entonces el matrimonio, bajo la amenaza de una acusación de corrupción de menores, ya que la joven muchacha tenía entonces 18 años. Constant tuvo que resignarse.
La ceremonia civil tuvo lugar el 13 de julio de 1846 en el ayuntamiento del distrito X. La familia Cadiot no quiso dar la dote a Noémi, y los dos esposos estaban tan privados de recursos que cocinaron su comida en el Pont Neuf con patatas fritas compradas con algunas pocas monedas.
Desde el escándalo de la Biblia de la libertad (1841), se impedía a A. Constant expresar su pensamiento rechazando la inserción de sus artículos en los periódicos. Presionado por Noémi, se introdujo en el mundo de la política. Colaboró en particular en La Démocratie pacifique, y escribió un virulento panfleto, La Voix de la famine. El 3 de febrero de 1847 se le condenó a un año de prisión y 1000 francos de multa. Su mujer pidió gracia para ella y para el niño que llevó ante los ministerios, y obtuvo finalmente su liberación al cabo de 6 meses. Mme Constant dio a luz en septiembre de 1847 a una hija, Marie. La pequeña Marie murió en 1854 a la edad de 7 años, para desesperación de A. Constant, que la adoraba.
La revolución de febrero de 1848 le dio mayor libertad y empezó a dirigir una revista de izquierda, le Tribun du peuple, que solo tuvo cuatro números, del 16 al 30 de marzo de 1848. Fundó a continuación con sus amigos Esquiros y Le Gallois un club político, el Club de la montagne, integrado principalmente por trabajadores. Llegaron las jornadas de junio, insurrección de las clases trabajadoras incitada por reacción para derrocar la República naciente. El 23 de junio de 1848 estuvo a punto de ser fatal para A. Constant: se fusiló, creyéndole implicado, a un comerciante de vino que se le parecía en el cruce entre la rue Saint-Martin y la rue d'Arcis. El día 24, Monseñor Affre, queriendo apaciguar a los insurrectos, recibió una bala y murió tres días más tarde. A. Constant deseaba representar al pueblo en la Asamblea Nacional, pero su tentativa fracasó. En cambio, su amigo Esquiros fue elegido el 13 de mayo de 1849, y los dos hombres ya no se frecuentaron más. Le Testament de la liberté (1848), que resume sus ideas políticas, será su última obra del género. En esta época, la señora Constant, que ya había publicado en la revista de su marido y frecuentaba el Club des femmes de Mme Niboyet, se lanzó a la sociedad parisina. Escribió varios seriales literarios en Le Tintamarre y Le Moniteur du soir, bajo el seudónimo de Claude Vignon (sacado de una novela de Balzac). Fue un periodo de relativo desahogo para la pareja. Noémi tomó lecciones del célebre escultor Pradier, y gracias a esta influyente relación A. Constant obtuvo del Ministerio del Interior dos encargos de cuadros.
Paralelamente, leía la Kabbala Denudata de Knorr de Rosenroth, y estudiaba los escritos de Jakob Böhme, Louis Claude de Saint-Martin, Emanuel Swedenborg, Antoine Fabre d'Olivet, Chaho y Goeres.
A finales de 1850, se encontró con el abad Migne, fundador y director de la librería eclesiástica de Montrouge, que le encargó para su colección un Dictionnaire de la littérature chrétienne. Publicado en 1851, la obra sorprendió por la profunda ciencia que encerraba. Sobre esta época A. Constant conoció al sabio polaco Hoëné-Wronski, cuya obra le impresionó firmemente y le orientó hacia el pensamiento matemático y el mesianismo napoleónico. Inició entonces la redacción del Dogme et rituel de la haute magie. Adoptó el seudónimo de Eliphas Lévi, o Eliphas Lévi Zahed (traducción en hebreo de Alphonse-Louis Constant).
« La fe no es más que una superstición y una locura si no tiene como base a la razón, y no se puede suponer lo que se ignora más que por analogía con lo que se sabe. Definir lo que no se sabe es una ignorancia presuntuosa; afirmar positivamente lo que se ignora es mentir. » (Dogme et rituel de la haute magie, p. 307).
La sra. Constant, que tenía una aventura con el marqués de Montferrier (cuñado de Wronski) desde hacía algún tiempo, se fugó un día para nunca más volver. Profundamente herido, se enfrascó en el trabajo para intentar evadirse de la pena.

### Imagen de Baphomet

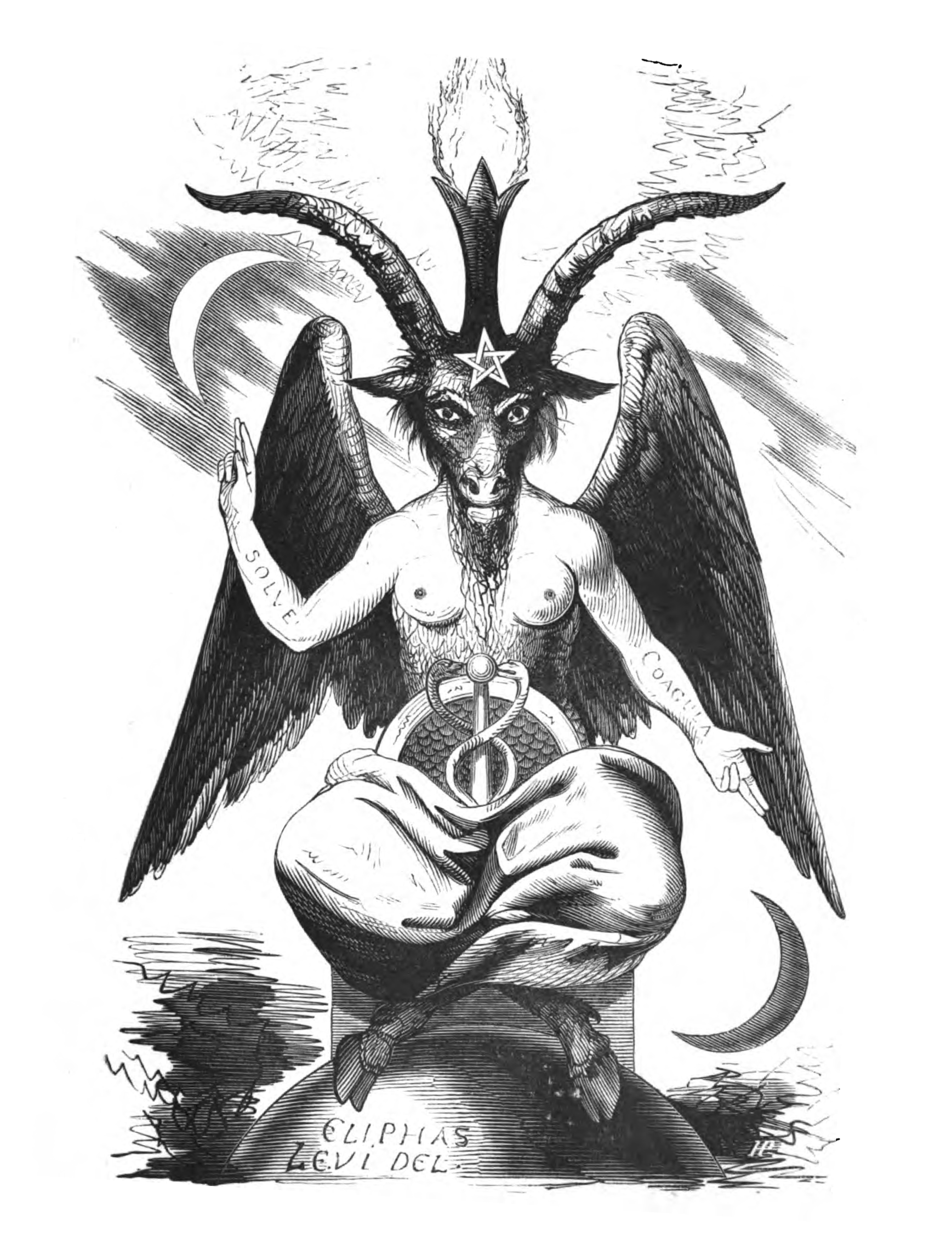
Baphomet, de Dogme et Rituel de la Haute Magie, 1854

En la primavera de 1854 viajó a Londres, donde conoció al Dr. Ashburner y a Sir Edward Bulwer-Lytton, célebre autor de novelas fantásticas (Zanoni, le Maître Rose-Croix es su obra más conocida), que se convirtió en su amigo y lo introdujo en los círculos rosacruces. Alentado por una amiga de éste iniciada de alto grado, intentó una serie de invocaciones. En el transcurso de las mismas, el fantasma de Apolonio de Tiana se le apareció, indicándole el lugar de Londres donde podrá encontrar su Nyctemeron (véase el relato de la estancia en Dogme et rituel de la haute magie, páginas 132-135). Con todo Eliphas Lévi sigue siendo contrario a las experiencias de magia. Cuando más tarde tuvo algunos discípulos, les hizo prometer que no intentarían jamás la más mínima experiencia, y que no se ocuparan más de la parte especulativa de la filosofía oculta. 
Eugénie Chenevier estaba en Londres desde hacía algunos años, tratando penosamente de sacar adelante a su hijo. A. Constant le escribió para pedirle perdón y lo obtuvo. Durante este tiempo en París, su amigo Adolphe Desbarrolles tomó con la ex-señora Constant los acuerdos necesarios y se ocupó de los asuntos personales del Maestro.
De vuelta a Francia en agosto de 1854, Eliphas se instaló temporalmente en el taller de pintura de su amigo Desbarolles, y luego habitó en una modesta habitación de estudiante en el primer piso del número 120 del boulevard du Montparnasse, donde terminó Dogme et rituel de la haute magie, que se publicó de 1854 a 1856. Entonces comenzó el éxito, pero no la fortuna.
En 1855, fundó con Fauvety y Lemonnier la Revue philosophique et religieuse que aparecería durante tres años y donde escribiría numerosos artículos sobre la Cábala. Dejando un poco de lado la filosofía oculta, reanudó el tema de la composición de canciones. Una de ellas, en que compara a Napoleón III con Calígula, le valió una vez más la cárcel. Pero pocos días después de su encarcelamiento escribió otra canción donde explicaba satíricamente que los jueces cometieron un error, que él nunca había comparado a Calígula con nadie, y la hizo entregar al emperador para que le perdonara. De abril a junio de 1856 publicó diversas canciones en le Mousquetaire de Alejandro Dumas, gracias a Desbarolles.
El 3 de enero de 1857 un sangriento acontecimiento sumió a París en el estupor. El arzobispo de París, Monseñor Sibour, fue asesinado por un sacerdote excomulgado, Louis Verger, mientras inauguraba la novena de Sainte-Geneviève en Saint-Étienne-du-Mont. Las dos noches anteriores, Eliphas tuvo un sueño premonitorio que acababa con las palabras « ¡ve a ver a tu padre que está a punto de morir! ». No comprendió inmediatamente el sentido del sueño, ya que su padre había muerto hacía mucho tiempo. El 3 de enero, hacia las cuatro de la tarde, Eliphas se encontraba entre los peregrinos que asistían al oficio durante el cual el arzobispo sería asesinado. Pero solo leyendo más tarde la descripción del asesino en los periódicos se acordó de un sacerdote de tez pálida que se había entrevistado un año antes con Desbarolles en casa de Mme A. y que buscaba el grimorio de Honorius. Este episodio está relatado con todo detalle en La Clef des grands mystères (1861), páginas 139-151.
Después de tres años pasados en el boulevard du Montparnasse, hacia junio de 1857 alquiló el número 19 de la avenue du Maine. En esta habitación soleada, que decoró aprovechando su talento artístico, viviría los siete mejores años de su vida.
En 1859, la publicación de la Histoire de la magie le reportó 1000 francos, una respetable suma para la época, y le consagró atrayendo a la mayoría de los esoteristas franceses (en particular, Henri Delaage, Luc Desages, Paul Auguez, Jean-Marie Ragon, Henri Favre, y el Dr. Fernand Rozier, que más adelante estaría próximo a Papus). Conoció también al cartomante Edmond y al magnetizador Cahagnet.
A instancias de sus amigos Fauvety y Caubet, se hizo masón. Iniciado el 14 de marzo de 1861 en la logia Rosa del perfecto silencio, de la que Caubet era el Venerable, declaró en su discurso de recepción:
« Vengo a aportar en medio de vosotros las tradiciones perdidas, el conocimiento exacto de vuestras señales y emblemas, y por lo tanto, mostraros el motivo por el cual vuestra asociación fue constituida… » (CAUBET, Souvenirs, París, 1893).
La ceremonia tuvo lugar en presencia de multitud de Hermanos a quienes intentó explicar que el simbolismo masónico fue extraído de la Cábala. Pero fue en vano, no le creyeron.
Mientras tanto, Eugénie Chenevier y su hijo habían vuelto a París, y Eliphas le hizo saber que quería ocuparse del niño. La madre cedió a su deseo, pero en 1867 surgió una querella por motivos económicos y ya no volvería a ver más ni a la madre ni al niño hasta su muerte. En 1861 publicó La Clef des grands mystères, último episodio de la trilogía empezada con Histoire de la magie y Dogme et rituel de la haute magie.
El Maestro trabajó mucho, iniciando en las ciencias ocultas a eruditos pertenecientes a la más rancia aristocracia, e incluso al obispo de Evreux, Monseñor Devoucoux, a quien dio lecciones de Cábala. Gracias al dinero percibido como remuneración por sus lecciones, vivió ese tiempo con una relativa comodidad material, enriqueciendo sin cesar su biblioteca. Con el conde Alexandre Branicki, hermetista, consiguió algunas experiencias convincentes de la Gran Obra en un laboratorio instalado en el castillo de Beauregard, en Villeneuve-Saint-Georges. Este castillo pertenecía a la viuda de Honoré de Balzac y Eliphas pronto hizo amistad con el yerno de la viuda Balzac, el conde Georges Mniszech. El castillo, saqueado por los prusianos en 1870, es el actual ayuntamiento de Villeneuve-Saint-Georges.
En mayo de 1861, vuelve a Londres, acompañado del conde Alexandre Branicki, a pasar algunos meses junto a Bulwer-Lytton, nombrado cabeza de la Rosicrucian Society of England ese mismo año. Durante esta segunda estancia, Eliphas Lévi visitó varias veces a Eugène Vintras, quien un par de años antes le había enviado a dos de sus discípulos para invitarlo. Le consideró no como un profeta, sino como un médium singular, un interesante sujeto de estudio, y le compró incluso su libro L'Évangile éternel.
En julio de 1861, el barón italiano N-J Spedalieri compró en una librería de Marsella el Dogme et rituel de la haute magie y decidió contactar con el autor. Se siguió una correspondencia de más de 1000 cartas que duró desde el 24 de octubre de 1861 hasta el 14 de febrero de 1874. Es un curso de Cábala único, preciso, repleto de figuras explicativas y de anécdotas. Spedalieri fue uno de los más importantes mecenas del profesor de Ciencias Ocultas.
De vuelta a París, Eliphas Lévi publicó Le Sorcier de Meudon, dedicado a la viuda de Balzac. A partir de su vuelta de Londres, asistió regularmente a las reuniones masónicas de la logia Rosa del perfecto silencio. El 21 de agosto de 1861, le es conferido el grado de Maestro Masón. Tras un largo discurso sobre los Mystères de l'initiation que pronunció el mes siguiente, un Hermano, el profesor Ganeval, queriendo presentar algunas observaciones sobre lo que se había dicho, se enfrentó con las protestas de Eliphas, que se retiró y no apareció ya más por la logia. Las tentativas de Caubet del día siguiente para hacerle cambiar su decisión fueron infructuosas. La logia Rosa del perfecto silencio se sumió en el sueño en 1885, pero quizá no es necesario buscar, como Oswald Wirth, una relación de causa y efecto.
« He dejado de ser Francmasón porque los francmasones, excomulgados por el Papa, ya no creían en tener que tolerar el catolicismo. » (le Livre des sages)
El 29 de agosto de 1862 apareció Fables et symboles, obra en la cual Eliphas Lévi analiza los símbolos pitagóricos, de los Evangelios apócrifos, del Talmud, etc. A menudo frecuentaba de incógnito las reuniones espiritistas para documentarse. Pierre Christian, autor de la extraña novela L'Homme rouge des Tuileries, fue vecino y amigo de Eliphas, y aprovechó sus conversaciones y sus lecciones benévolas. En 1863 murió Louis Lucas, químico iniciado en los secretos de Hermes, discípulo de Wronski y amigo de Eliphas. Sus escritos contienen la primera síntesis científica que combina Ciencia Oculta y Ciencias Experimentales. Fue el inventor de un aparato capaz de medir el equilibrio del magnetismo vital, que bautizó con el nombre de biómetro. Este aparato se aplicó después a un uso bien curioso: ¡un aparato muy similar forma en efecto parte de la panoplia de los cienciólogos!
El 15 de mayo de 1864, Eliphas se mudó a un piso de tres habitaciones en el segundo piso del número 155 de la rue de Sèvres, su última residencia. En 1865 apareció la Science des espirits, recopilación de ensayos que tratan nuevamente del simbolismo de los Evangelios apócrifos, del Talmud, etc (absolutamente nada que ver con el espiritismo). En verano de 1865, el editor Larousse le pidió escribir algunos artículos de Cábala para su Grand Dictionnaire. Al mismo tiempo trabajaba en una magnífica obra, aunque de un valor histórico discutible, el Livre des splendeurs, que trata principalmente de la Cábala del Zohar y que no se publicaría hasta después de su muerte. En esta época comenzó a sufrir frecuentes dolores neurálgicos en la cabeza, que le provocan mucho sufrimiento. Durante el sitio de París en 1870, su vida fue más penosa ya que las comunicaciones con la provincia estaban cortadas, y no podía recibir más subsidios de parte de sus alumnos. La dureza de su servicio como Guarda Nacional revelaría una enfermedad de corazón. Una vez acabada la Comuna, el Maestro, completamente privado de recursos una vez más, encontró en casa de una de sus alumnas, Mme Mary Gebhard, que vivía en Elberfeld (Alemania), una larga y cálida hospitalidad. Los acontecimientos le inspiran algunas reflexiones que reunió bajo el título les Portes de l'avenir.
A su vuelta de Alemania, se enteró de la muerte de la baronesa Spedalieri. La muerte de su mujer afectó tan fuertemente al barón que creía haberse vuelto materialista y ateo, y que acabó por alejarse del Maestro. En diciembre de 1871, Eliphas Lévi termina otro manuscrito: el Grimoire franco-latomorum, dedicado a la explicación de los ritos de la Francmasonería. En otoño de 1872, su exmujer, escritora y escultora desde ese momento reconocida, se casó con el diputado de Marsella Maurice Rouvier, que llegaría a ser ministro de comercio.
Su salud siguió deteriorándose. Debido a su enfermedad de corazón es propenso a desvanecimientos durante los cuales dice tener visiones extáticas. En 1873 acabó el manuscrito del Évangile de la science.
En noviembre de 1873, Judith Mendès, hija de Théophile Gautier, necesitaba información sobre la Cábala caldea para una de sus novelas orientales. La fama la había conducido directamente hacia Eliphas Lévi, quien invitado un día en casa del padre de ella, predijo a la muchacha sus éxitos de joven mujer leyéndole la mano. Su marido Catulle Mendès presentó Eliphas al escritor Victor Hugo, que al parecer conocía las obras del cabalista y las apreciaba mucho.
El año 1874 fue muy doloroso: una bronquitis bastante grave, sofocamientos, y una fiebre persistente casi no le daban reposo. Sus piernas se hincharon poco a poco y una especie de elefantiasis se declaró pronto. En enero de 1875, el Maestro acabó su último manuscrito: Le Catéchisme de la paix. Falleció el 31 de mayo de 1875 en el número 155 de la rue de Sèvres, a la edad de sesenta y cinco años. Su cuerpo fue enterrado en el cementerio de Ivry, y una simple cruz de madera marcaría la ubicación de su tumba. En 1881 su cuerpo fue exhumado y sus restos trasladados a la fosa común.

## Obras

### Obras de Alphonse Louis Constant
- 1832: Nemrod (publicado en el Dictionnaire de littérature chrétienne)
- 1839: Le Rosier de mai o La Guirlande de Marie
- 1841: La Bible de la liberté
- 1841: L'Assomption de la femme o Le Livre de l'amour
- 1841: Doctrines religieuses et sociales
- 1844: La Mère de Dieu, épopée religieuse et humanitaire
- 1845: La Fête-Dieu o Le Triomphe de la paix religieuse
- 1845: Paix! Paix! Réprimande adressée par un abbé et un théologien à Timon qui n'est ni l'un ni l'autre
- 1845: Le Livre des larmes o Le Christ consolateur, Essai de conciliation entre l'Église catholique et la philosophie moderne
- 1845: Les Trois Harmonies
- 1846: La Dernière Incarnation
- 1846: La Voix de la famine
- 1847: Le Deuil de la Pologne. Protestation de la Démocratie française et du Socialisme universel
- 1847: Rabelais à la Basmette
- 1847: Les Trois Malfaiteurs
- 1847: Le Sorcier de la Devinière
- 1848: La Marseillaise du peuple (canción)
- 1848: Le Règne du peuple (canción)
- 1848: Le Testament de la liberté
- 1851: Dictionnaire de la littérature chrétienne

### Obras firmadas bajo el seudónimo de Eliphas Lévi
- 1854 : Dogme et rituel de la haute magie

Dogma y Ritual de la alta magia, Ed. Kier, Argentina, ISBN 950-17-0903-5
- 1859 : Histoire de la magie

Historia de la magia, ed. Humanitas, ISBN 84-7910-318-3
- 1859 : La Clef des grands mystères suivant Hénoch, Abraham, Hermès Trismégiste et Salomon

La clave de los misterios, ed. Humanitas, 2000, ISBN 84-7910-310-8
- 1861 : Le Sorcier de Meudon
- 1862 : Fables et symboles avec leur explication

Fábulas y símbolos, ed. Humanitas, ISBN 84-7910-378-7
- 1863 : Appel de la Pologne à la France par un Polonais
- 1865 : La Science des esprits

La ciencia de los espíritus, Edicomunicación, Barcelona, 2002

### Obras póstumas
En esta sección, la fecha indicada es la fecha de redacción y no la de publicación.
- 1854: La Clavicule universelle des clavicules de Salomon ou le Grimoire des Grimoires.

Las clavículas de Salomón, ed. Edaf, 1992
- 1856: Carnet de notes d'Eliphas Lévi.
- 1860: La Clavicule prophétique des sept esprits de Jean Trithème.
- 1861: Les Mystères de la Kabbale ou l'Harmonie occulte des deux testaments.

Los misterios de la Kabbala, ed. Humanitas, ISBN 84-7910-028-1
- 1861: Cours de philosophie occulte. Lettres au baron Spedalieri.

Curso de filosofía oculta: Cartas al barón de Spedalieri, ed. Mascarón, 1981
- 1868 - 1869: Le Grand Arcane ou l'Occultisme dévoilé.

(El Gran Arcano del Ocultismo revelado, ed:kier, Argentina, ISBN 950-17-0074-7)
- 1869 - 1870: Le Livre des splendeurs.
- 1869 - 1870: Le Livre des sages.

El libro de los sabios, ed. Humanitas, ISBN 84-7910-031-1
- 1870: Les Éléments de la Kabbale.
- 1871: Les Portes de l'avenir ou les Dernières Paroles d'un voyant.
- 1871: Le Grimoire franco-latomorum.
- 1872 - 1874: le Voile du temple déchiré.
- 1873: L'Évangile de la science.
- 1873: La Religion de la science.
- 1873: Les Paradoxes de la haute science.
- 1874: La Sagesse des Anciens.
- 1874: Le Livre d'Abraham le Juif retrouvé.
- 1875: Le Catéchisme de la paix seguido de Quatrains de la Bible y de La Bible de la liberté.
- Fecha desconocida: Le Livre d'Hermès restitué et expliqué par Eliphas Lévi et commenté par Eliphas Ben Zahed, avec quarante-sept figures in texte et un álbum cartonné contenant les soixante-dix-huit lames du Tarot.
- Fecha desconocida: L'Annexe de Salomon.